# ماسایا سایتو
ماسایا سایتو (انگلیسی: Masaya Saito؛ زادهٔ ۸ ژوئن ۱۹۸۵) بازیکن فوتبال اهل ژاپن است.
از باشگاه‌هایی که در آن بازی کرده‌است می‌توان به باشگاه ورزشی توچیگی اشاره کرد.